# Igor Światosławowicz
Igor Światosławowicz (ur. 2 kwietnia 1151, zm. 29 grudnia 1202) – książę nowogrodzko-siewierski (od 1178) i czernihowski (1198), syn księcia czernihowskiego Światosława Olegowicza, wnuk Olega Czernihowskiego.

## Życiorys
W 1169 wziął udział w wyprawie Andrzeja Bogolubskiego na Kijów. W 1174 rozbił wojska połowieckich kaganów Konczaka i Kobjaka pod Perejasławiem. Po śmierci brata Olega został księciem nowogrodzko-siewierskim. Brał udział w wewnętrznych walkach o kijowski tron wielkoksiążęcy.
W 1183 i 1185 zorganizował kolejne wyprawy przeciw Połowcom. Podczas drugiej, wraz z bratem Wsewołodem, księciem putywlskim Wołodymirem i księciem rylskim Światosławem Olegowiczem, doznali porażki od kaganów Gzy i Konczaka, a sam Igor dostał się do niewoli, z której udało mu się uciec.
O wyprawie Igora przeciw Połowcom traktuje staroruski epos Słowo o wyprawie Igora i osnuta na jego kanwie opera Kniaź Igor.

## Literatura
- Енциклопедія українознавства, Lwów 1993, t. 3, s. 856